# Liga Mistrzyń UEFA (2010/2011)
Liga Mistrzów UEFA Kobiet w sezonie 2010/11 – dziesiąta edycja kobiecych klubowych rozgrywek o mistrzostwo Starego Kontynentu organizowanych przez UEFĘ i druga rozgrywana pod szyldem UEFA Women's Champions League (Liga Mistrzów UEFA Kobiet). Do udziału w nich przystąpiło 51 drużyn z 43 federacji.
Zwycięzcy 23 najsilniejszych lig europejskich zostali automatycznie przydzieleni do 1/16 finału. Pozostałe 28 ekip musiało walczyć w kwalifikacjach, w których podzielone były na 7 czterozespołowych grup. Do następnej fazy awans uzyskiwali zwycięzcy grup oraz dwie drużyny z drugich miejsc, które miały najlepszy bilans punktowo-bramkowy (do bilansu nie wliczano spotkań z ostatnim zespołem w grupie). Od 1/16 rozgrywki prowadzone już były systemem pucharowym.
Finał rozegrano 26 maja 2011 w Londynie. Zwycięzcą rozgrywek po raz pierwszy w historii został Olympique Lyon, który w finale pokonał 1. FFC Turbine Poczdam 2:0. Mecz był powtórką finału sprzed roku, w którym lepsze po rzutach karnych okazały się Niemki.

## Runda kwalifikacyjna
Losowanie grup eliminacyjnych odbyło się 23 czerwca 2010 o godz. 12.00 w siedzibie Europejskiej Unii Piłkarskiej w Nyonie. Drużyny przed losowaniem podzielone były na cztery koszyki. Eliminacje odbyły się w dniach 5–10 sierpnia poprzez rozegranie siedmiu turniejów eliminacyjnych (siedem odrębnych grup po cztery zespoły w każdej). Spotkania rozgrywane były systemem każdy z każdym, po jednym  spotkaniu. Każdy turniej organizował jeden z siedmiu klubów-gospodarzy, których wyboru dokonano jeszcze przed losowaniem – były to: duńskie Brøndby IF, islandzki Breiðablik Kópavogur, ŽNK Krka Novo mesto ze Słowenii, litewskie Gintra Universitetas, chorwacki ŽNK Osijek, Crusaders Newtownabbey Strikers z Irlandii Północnej oraz cypryjski Apollon Limassol. Awans do kolejnej fazy turnieju uzyskiwali zwycięzcy grup oraz dwa najlepsze zespoły z drugich miejsc (do bilansu nie wliczano spotkania z ostatnią ekipą w grupie).

### Grupa 1
Wyniki i tabela grupy 1, w której gospodarzem było Brøndby IF z Danii:
| Poz. | Klub                  | M | Pkt. | Mecze | Mecze | Mecze | Bramki | Bramki |
| Poz. | Klub                  | M | Pkt. | zwy.  | rem.  | por.  | zdob.  | stra.  |
| ---- | --------------------- | - | ---- | ----- | ----- | ----- | ------ | ------ |
| 1    | Brøndby IF            | 3 | 9    | 3     | 0     | 0     | 21     | 0      |
| 2    | FC NSA Sofia          | 3 | 6    | 2     | 0     | 1     | 11     | 3      |
| 3    | FC Roma Calfa         | 3 | 1    | 0     | 1     | 2     | 3      | 13     |
| 4    | Gazi Üniversitesispor | 3 | 1    | 0     | 1     | 2     | 3      | 22     |

- 1. kolejka:

| 5 sierpnia 2010 | FC NSA Sofia                                                                                 | 7:0   | Gazi Üniversitesispor |                                                                                   |
| 15:45 CET       | Gospodinova 9' · Koshuleva 30' · Kireva 60' · Radoyska 68', 84' · Tsekova 76' · Boyanova 89' | (2:0) |                       | Boisko boczne stadionu Brøndby, Brøndby Widzów: 100 Sędzia: Karolina Radzik-Johan |

| 5 sierpnia 2010 | Brøndby IF                                                      | 6:0   | FC Roma Calfa |                                                                         |
| 19:00 CET       | Rasmussen 8' · S. Nielsen 12', 43' · Dahl 35', 85' · Ancker 67' | (4:0) |               | Boisko boczne stadionu Brøndby, Brøndby Widzów: 150 Sędzia: Anja Kunick |

- 2. kolejka:

| 7 sierpnia 2010 | Brøndby IF | 12:0  | Gazi Üniversitesispor |                                                                                   |
| 12:45 CET       | Ancker 4' · Madsen 11', 17' · Olsen 15' · Larsen 18' · T. Nielsen 37' · Braendstrup 40' · S. Andersen 51' · Dahl 63', 88' · S. Nielsen 67', 71' | (7:0) |                       | Boisko boczne stadionu Brøndby, Brøndby Widzów: 125 Sędzia: Karolina Radzik-Johan |

| 7 sierpnia 2010 | FC Roma Calfa | 0:4   | FC NSA Sofia                                                         |                                                                          |
| 16:00 CET       |               | (0:3) | Gospodinova 32' · Paduraru 37' (sam.) · Kireva 45+1' · Zhekova 90+3' | Boisko boczne stadionu Brøndby, Brøndby Widzów: 75 Sędzia: Lilach Asulin |

- 3. kolejka:

| 10 sierpnia 2010 | FC NSA Sofia | 0:3   | Brøndby IF                         |                                                          |
| 18:00 CET        |              | (0:1) | Jensen 10' · Madsen 57' · Dahl 79' | Brøndby Stadion, Brøndby Widzów: 150 Sędzia: Anja Kunick |

| 10 sierpnia 2010 | Gazi Üniversitesispor           | 3:3   | FC Roma Calfa                  |                                                                          |
| 18:00 CET        | Karagenç 37', 74' · Baskaya 48' | (1:2) | Ninicu 14', 88' · Dragomir 33' | Boisko boczne stadionu Brøndby, Brøndby Widzów: 17 Sędzia: Lilach Asulin |

### Grupa 2
Wyniki i tabela grupy 2, w której gospodarzem była Gintra Universitetas z Litwy:
| Poz. | Klub                 | M | Pkt. | Mecze | Mecze | Mecze | Bramki | Bramki |
| Poz. | Klub                 | M | Pkt. | zwy.  | rem.  | por.  | zdob.  | stra.  |
| ---- | -------------------- | - | ---- | ----- | ----- | ----- | ------ | ------ |
| 1    | Everton LFC          | 3 | 9    | 3     | 0     | 0     | 23     | 0      |
| 2    | Gintra Universitetas | 3 | 4    | 1     | 1     | 1     | 4      | 7      |
| 3    | KÍ Klaksvík          | 3 | 4    | 1     | 1     | 1     | 2      | 6      |
| 4    | FK Borec             | 3 | 0    | 0     | 0     | 3     | 0      | 16     |

- 1. kolejka:

| 5 sierpnia 2010 | Everton LFC                                                                   | 6:0   | KÍ Klaksvík |                                                         |
| 16:30 EET       | Hinnigan 24' · Williams 38' (k), 88' · Dowie 40' · Duggan 47' · Harries 90+2' | (3:0) |             | Stadion Miejski, Szawle Widzów: 50 Sędzia: Leen Martens |

| 5 sierpnia 2010 | Gintra Universitetas                   | 4:0   | FK Borec |                                                         |
| 20:30 EET       | Imanalijeva 3', 55', 58' · Greiere 52' | (1:0) |          | Stadion Miejski, Szawle Widzów: 200 Sędzia: Petra Chuda |

- 2. kolejka:

| 7 sierpnia 2010 | Everton LFC | 10:0  | FK Borec |                                                               |
| 16:30 EET       | Scott 21' · Handley 22' · Williams 36' · Hinnigan 52' · Dowie 58' · Duggan 62' · Parris 72', 82' · Greenwood 80' (k) · Gwennan Harries 90+4' | (3:0) |          | Stadion Miejski, Szawle Widzów: 50 Sędzia: Florence Guillemin |

| 7 sierpnia 2010 | KÍ Klaksvík | 0:0   | Gintra Universitetas |                                                         |
| 20:30 EET       |             | (0:0) |                      | Stadion Miejski, Szawle Widzów: 250 Sędzia: Petra Chuda |

- 3. kolejka:

| 10 sierpnia 2010 | Gintra Universitetas | 0:7   | Everton LFC                                                                       |                                                                |
| 19:00 EET        |                      | (0:6) | Duggan 3' · Hinnigan 12' · Handley 15', 31' · Dowie 23' · Harries 36' · Unitt 67' | Stadion Miejski, Szawle Widzów: 600 Sędzia: Florence Guillemin |

| 10 sierpnia 2010 | FK Borec | 0:2   | KÍ Klaksvík                |                                                           |
| 19:00 EET        |          | (0:1) | Andreasen 16' · Hansen 69' | Stadion Miejski, Pokroje Widzów: 160 Sędzia: Leen Martens |

### Grupa 3
Wyniki i tabela grupy 3, w której gospodarzem był Apollon Limassol z Cypru:
| Poz. | Klub                  | M | Pkt. | Mecze | Mecze | Mecze | Bramki | Bramki |
| Poz. | Klub                  | M | Pkt. | zwy.  | rem.  | por.  | zdob.  | stra.  |
| ---- | --------------------- | - | ---- | ----- | ----- | ----- | ------ | ------ |
| 1    | Apollon Limassol      | 3 | 9    | 3     | 0     | 0     | 13     | 2      |
| 2    | Umeå IK               | 3 | 6    | 2     | 0     | 1     | 5      | 4      |
| 3    | ASA Tel Awiw          | 3 | 3    | 1     | 0     | 2     | 3      | 7      |
| 4    | ŽNK SFK 2000 Sarajewo | 3 | 0    | 0     | 0     | 3     | 2      | 10     |

- 1. kolejka:

| 5 sierpnia 2010 | Umeå IK                                           | 3:0   | ASA Tel Awiw |                                                                     |
| 18:00 EET       | E. Åberg-Zingmark 11' · Kapstad 86' · Molin 90+2' | (1:0) |              | Stadion Neo GSZ, Larnaka Widzów: 50 Sędzia: Carina Susanna Vitulano |

| 5 sierpnia 2010 | ŽNK SFK 2000 Sarajewo | 1:6   | Apollon Limassol                                           |                                                          |
| 21:00 EET       | Pušcul 64'            | (0:4) | Spanu 4' · Kostova 5', 28' · Laiu 33' · Iusan 47', 83' (k) | Stadion Neo GSZ, Larnaka Widzów: 120 Sędzia: Morag Pirie |

- 2. kolejka:

| 7 sierpnia 2010 | Umeå IK       | 1:4   | Apollon Limassol                           |                                                               |
| 18:00 EET       | Saari 40' (k) | (1:3) | Solomou 16' · Iusan 34' (k), 47' · Rus 45' | Stadion Tsirion, Limassol Widzów: 450 Sędzia: Marina Mamayeva |

| 7 sierpnia 2010 | ASA Tel Awiw                      | 3:1   | ŽNK SFK 2000 Sarajewo           |                                                          |
| 21:00 EET       | Gian 14' · Shenar 24' · Stein 88' | (2:0) | Kuliš 51' · Sretenović 74', 86' | Stadion Tsirion, Limassol Widzów: 20 Sędzia: Morag Pirie |

- 3. kolejka:

| 10 sierpnia 2010 | ŽNK SFK 2000 Sarajewo | 0:1   | Umeå IK      |                                                             |
| 19:00 EET        | Fetahović 9', 82'     | (0:0) | Chikwelu 74' | Stadion Neo GSZ, Larnaka Widzów: 50 Sędzia: Marina Mamayeva |

| 10 sierpnia 2010 | Apollon Limassol                   | 3:0   | ASA Tel Awiw |                                                                       |
| 19:00 EET        | Kostova 13' · Laiu 40' · Iusan 54' | (2:0) |              | Stadion Tsirion, Limassol Widzów: 300 Sędzia: Carina Susanna Vitulano |

### Grupa 4
Wyniki i tabela grupy 4, w której gospodarzem był Breiðablik Kópavogur z Islandii:
| Poz. | Klub                 | M | Pkt. | Mecze | Mecze | Mecze | Bramki | Bramki |
| Poz. | Klub                 | M | Pkt. | zwy.  | rem.  | por.  | zdob.  | stra.  |
| ---- | -------------------- | - | ---- | ----- | ----- | ----- | ------ | ------ |
| 1    | FCF Juvisy           | 3 | 7    | 2     | 1     | 0     | 20     | 4      |
| 2    | Breiðablik Kópavogur | 3 | 7    | 2     | 1     | 0     | 18     | 4      |
| 3    | ASA Târgu Mureș      | 3 | 3    | 1     | 0     | 2     | 3      | 13     |
| 4    | Levadia Tallinn      | 3 | 0    | 0     | 0     | 3     | 2      | 22     |

- 1. kolejka:

| 5 sierpnia 2010 | FCF Juvisy                                          | 5:1   | ASA Târgu Mureș      |                                                                  |
| 15:00 UTC+0     | Tonazzi 8', 17', 65' · Trimoreau 43' · Lebailly 87' | (3:1) | Gheorghiulescu 45+2' | Kópavogsvöllur, Kópavogur Widzów: 100 Sędzia: Gordana Kuzmanović |

| 5 sierpnia 2010 | Breiðablik Kópavogur                                                                                             | 8:1   | Levadia Tallinn |                                                          |
| 18:00 UTC+0     | Magnúsdóttir 25' · Samúelsdóttir 35' · Gunnarsdóttir 37' · Hauksdóttir 39', 57' · Thorsteinsdóttir 52', 67', 88' | (4:0) | Jekimova 68'    | Kópavogsvöllur, Kópavogur Widzów: 394 Sędzia: Rhona Daly |

- 2. kolejka:

| 7 sierpnia 2010 | FCF Juvisy | 12:0  | Levadia Tallinn |                                                             |
| 15:00 UTC+0     | Soubeyrand 17' (k) · Machart 29', 31', 35', 51' · Pourtalet 40', 52' · Fernandes 44' · Thiney 55' · Lebailly 77', 89' · Mendes 88' | (6:0) |                 | Kópavogsvöllur, Kópavogur Widzów: 43 Sędzia: Laurence Zeien |

| 7 sierpnia 2010 | ASA Târgu Mureș | 0:7   | Breiðablik Kópavogur |                                                          |
| 18:00 UTC+0     |                 | (0:3) | Mate 4' (sam.) · Gunnarsdóttir 16', 70' · Thorsteinsdóttir 39' · Fridriksdóttir 55' · Thorvaldsdottir 59', 72' · Gunnlaugsdóttir 64' (k) | Kópavogsvöllur, Kópavogur Widzów: 327 Sędzia: Rhona Daly |

- 3. kolejka:

| 10 sierpnia 2010 | Breiðablik Kópavogur                                              | 3:3   | FCF Juvisy                            |                                                          |
| 16:00 UTC+0      | Thorsteinsdóttir 19' · Pourtalet 70' (sam.) · Thorvaldsdottir 84' | (1:0) | Machart 57' · Coquet 62' · Mendes 74' | Kópavogsvöllur, Kópavogur Widzów: 536 Sędzia: Rhona Daly |

| 10 sierpnia 2010 | Levadia Tallinn | 1:2   | ASA Târgu Mureș        |                                                    |
| 16:00 UTC+0      | Khvatova 56'    | (0:1) | Sinka 4' · Sandu 90+1' | Víkin, Reykjavík Widzów: 20 Sędzia: Laurence Zeien |

### Grupa 5
Wyniki i tabela grupy 5, w której gospodarzem była ŽNK Krka Novo mesto ze Słowenii:
| Poz. | Klub                | M | Pkt. | Mecze | Mecze | Mecze | Bramki | Bramki |
| Poz. | Klub                | M | Pkt. | zwy.  | rem.  | por.  | zdob.  | stra.  |
| ---- | ------------------- | - | ---- | ----- | ----- | ----- | ------ | ------ |
| 1    | ASD CF Bardolino    | 3 | 9    | 3     | 0     | 0     | 14     | 1      |
| 2    | ŽNK Krka Novo mesto | 3 | 6    | 2     | 0     | 1     | 9      | 4      |
| 3    | Swansea City LFC    | 3 | 3    | 1     | 0     | 2     | 2      | 12     |
| 4    | Baia Zugdidi        | 3 | 0    | 0     | 0     | 3     | 2      | 10     |

- 1. kolejka:

| 5 sierpnia 2010 | ASD CF Bardolino                                                                | 7:0   | Swansea City LFC |                                                                 |
| 15:45 CET       | Gabbiadini 9', 52', 70' · Tuttino 35', 45+1' · Powe 68' (sam.) · Di Criscio 90' | (3:0) | Powe 89'         | Stadion Matije Gubca, Krško Widzów: 50 Sędzia: Esther Azzopardi |

| 8 sierpnia 2010 | ŽNK Krka Novo mesto                                 | 4:0   | Baia Zugdidi |                                                                              |
| 20:45 CET       | Stipič 14' · Pavlović 68' · Pešić 86' · Erman 90+1' | (1:0) |              | Stadion Matije Gubca, Krško Widzów: 250 Sędzia: Yuliya Medvedeva-Keldyusheva |

- 2. kolejka:

| 7 sierpnia 2010 | ASD CF Bardolino                               | 3:0   | Baia Zugdidi |                                                                 |
| 15:45 CET       | Girelli 37' · Gabbiadini 49' · Cantoro 83' (k) | (1:0) |              | Stadion Matije Gubca, Krško Widzów: 50 Sędzia: Esther Azzopardi |

| 7 sierpnia 2010 | Swansea City LFC         | 0:4   | ŽNK Krka Novo mesto                            |                                                              |
| 20:45 CET       | Rhiannon Summerfield 79' | (0:2) | Nikl 27' · Milkovič 30' · Čonč 47' · Erman 67' | Stadion Matije Gubca, Krško Widzów: 400 Sędzia: Olga Tanschi |

- 3. kolejka:

| 10 sierpnia 2010 | ŽNK Krka Novo mesto | 1:4   | ASD CF Bardolino                                           |                                                                              |
| 18:00 CET        | Nikl 50'            | (0:2) | Girelli 9' · Gabbiadini 40' · Tuttino 68' · Di Criscio 84' | Stadion Matije Gubca, Krško Widzów: 250 Sędzia: Yuliya Medvedeva-Keldyusheva |

| 10 sierpnia 2010 | Baia Zugdidi   | 1:2   | Swansea City LFC             |                                                              |
| 18:00 CET        | Chichinadze 4' | (1:2) | Ashford 13' (k) · Morgan 17' | Športni park, Ivančna Gorica Widzów: 50 Sędzia: Olga Tanschi |

### Grupa 6
Wyniki i tabela grupy 6, w której gospodarzem był ŽNK Osijek z Chorwacji:
| Poz. | Klub                      | M | Pkt. | Mecze | Mecze | Mecze | Bramki | Bramki |
| Poz. | Klub                      | M | Pkt. | zwy.  | rem.  | por.  | zdob.  | stra.  |
| ---- | ------------------------- | - | ---- | ----- | ----- | ----- | ------ | ------ |
| 1    | Rossijanka Krasnoarmiejsk | 3 | 9    | 3     | 0     | 0     | 18     | 1      |
| 2    | St Francis FC             | 3 | 6    | 2     | 0     | 1     | 9      | 13     |
| 3    | SU 1° Dezembro            | 3 | 3    | 1     | 0     | 2     | 6      | 9      |
| 4    | ŽNK Osijek                | 3 | 0    | 0     | 0     | 3     | 4      | 14     |

- 1. kolejka:

| 5 sierpnia 2010 | Rossijanka Krasnoarmiejsk                                                            | 5:0   | ŽNK Osijek                      |                                                          |
| 17:00 CET       | Shmachkova 41', 73' · Oghiabeva 49' · Mokshanova 53' · Morozova 78' · Kharchenko 89' | (1:0) | Baban 73' · Cepernić 67', 90+5' | Gradski vrt, Osijek Widzów: 500 Sędzia: Aneliya Sinabova |

| 5 sierpnia 2010 | SU 1° Dezembro | 1:4   | St Francis FC                                                 |                                                          |
| 20:00 CET       | Cristina 18'   | (1:2) | Murray 9' · Jones 34', 46' · O'Reilly 53' · Foster 75', 90+3' | Gradski vrt, Osijek Widzów: 100 Sędzia: Sofia Karagiorgi |

- 2. kolejka:

| 7 sierpnia 2010 | Rossijanka Krasnoarmiejsk                                                                       | 9:0   | St Francis FC |                                                          |
| 17:00 CET       | Oghiabeva 4', 34', 37', 42' · Morozova 20' · Chorna 26' · Mokshanova 43', 90+2' · Nyandenia 60' | (7:0) |               | Gradski vrt, Osijek Widzów: 150 Sędzia: Knarik Grigoryan |

| 7 sierpnia 2010 | ŽNK Osijek | 1:4   | SU 1° Dezembro                             |                                                          |
| 20:00 CET       | Balog 11'  | (1:3) | Cristina 31', 86' · Matos 41' · Mendes 43' | Gradski vrt, Osijek Widzów: 400 Sędzia: Sofia Karagiorgi |

- 3. kolejka:

| 10 sierpnia 2010 | SU 1° Dezembro | 1:4   | Rossijanka Krasnoarmiejsk                                  |                                                        |
| 18:00 CET        | Cristina 51'   | (0:4) | Skotnikova 3' · Kharchenko 9' · Nyandeni 18' · Slonova 33' | Cibalia, Vinkovci Widzów: 100 Sędzia: Aneliya Sinabova |

| 10 sierpnia 2010 | St Francis FC                                             | 5:3   | ŽNK Osijek                           |                                                          |
| 18:00 CET        | Hughes 56', 67' · Mulhall 58' · Jones 77' · Herbert 90+1' | (0:3) | Balog 3' · Joščak 7' (k) · Šalek 17' | Gradski vrt, Osijek Widzów: 350 Sędzia: Knarik Grigoryan |

### Grupa 7
Wyniki i tabela grupy 7, w której gospodarzem było Crusaders Newtownabbey Strikers z Irlandii Północnej:
| Poz. | Klub                            | M | Pkt. | Mecze | Mecze | Mecze | Bramki | Bramki |
| Poz. | Klub                            | M | Pkt. | zwy.  | rem.  | por.  | zdob.  | stra.  |
| ---- | ------------------------------- | - | ---- | ----- | ----- | ----- | ------ | ------ |
| 1    | FCR 2001 Duisburg               | 3 | 9    | 3     | 0     | 0     | 13     | 1      |
| 2    | Glasgow City LFC                | 3 | 6    | 2     | 0     | 1     | 12     | 4      |
| 3    | Slovan Bratysława               | 3 | 3    | 1     | 0     | 2     | 1      | 7      |
| 4    | Crusaders Newtownabbey Strikers | 3 | 0    | 0     | 0     | 3     | 1      | 15     |

- 1. kolejka:

| 5 sierpnia 2010 | FCR 2001 Duisburg                  | 3:0   | Slovan Bratysława |                                                            |
| 16:00 WET       | Popp 56' · Oster 62' · Laudehr 86' | (0:0) |                   | Mill Meadow, Castledawson Widzów: 115 Sędzia: Dilan Gökçek |

| 5 sierpnia 2010 | Glasgow City LFC                                                                          | 8:0   | Crusaders Newtownabbey Strikers |                                                             |
| 19:30 WET       | Gemmell 12', 72' · J. Ross 15' · L. Ross 29', 80' · Lappin 43' · Lindner 60' · Corsie 85' | (4:0) |                                 | Mill Meadow, Castledawson Widzów: 120 Sędzia: Jana Adámková |

- 2. kolejka:

| 7 sierpnia 2010 | Slovan Bratysława | 0:4   | Glasgow City LFC                                            |                                                                      |
| 15:00 WET       |                   | (0:2) | Lappin 26' · J. Ross 45' · Corsie 74' · Littlejohn 81', 81' | Ballymena Showgrounds, Ballymena Widzów: 100 Sędzia: Katalin Kulcsár |

| 7 sierpnia 2010 | FCR 2001 Duisburg                                                         | 6:1   | Crusaders Newtownabbey Strikers |                                                                   |
| 18:00 WET       | Wensing 3', 7' · Roelvink 33', 36' · Krahn 74' · Kiesel-Griffioen 85' (k) | (4:0) | Nelson 53'                      | Ballymena Showgrounds, Ballymena Widzów: 300 Sędzia: Dilan Gökçek |

- 3. kolejka:

| 10 sierpnia 2010 | Glasgow City LFC | 0:4   | FCR 2001 Duisburg                                        |                                                                   |
| 17:00 WET        |                  | (0:3) | Kiesel-Griffioen 11' · Grings 27', 32' · Laudehr 83' (k) | Ballymena Showgrounds, Ballymena Widzów: 77 Sędzia: Jana Adámková |

| 10 sierpnia 2010 | Crusaders Newtownabbey Strikers | 0:1   | Slovan Bratysława |                                                              |
| 17:00 WET        |                                 | (0:1) | Mravíková 13'     | Stangmore Park, Dungannon Widzów: 78 Sędzia: Katalin Kulcsár |

### Ranking zespołów z drugich miejsc
Dwa z siedmiu zespołów z drugich miejsc w swoich grupach eliminacyjnych również awansowały do 1/16 finału. Bilansu dokonano na podstawie spotkań z zespołami z pierwszego i trzeciego miejsca w swojej grupie (nie był więc pod uwagę brany mecz z najsłabszym przeciwnikiem). Awans uzyskały Breiðablik Kópavogur i ŽNK Krka Novo mesto.
| Grupa | Klub                 | M | Pkt. | Mecze | Mecze | Mecze | Bramki | Bramki |
| Grupa | Klub                 | M | Pkt. | zwy.  | rem.  | por.  | zdob.  | stra.  |
| ----- | -------------------- | - | ---- | ----- | ----- | ----- | ------ | ------ |
| 4     | Breiðablik Kópavogur | 2 | 4    | 2     | 0     | 0     | 10     | 3      |
| 5     | ŽNK Krka Novo mesto  | 2 | 3    | 1     | 0     | 1     | 5      | 4      |
| 1     | FC NSA Sofia         | 2 | 3    | 1     | 0     | 1     | 4      | 3      |
| 3     | Umeå IK              | 2 | 3    | 1     | 0     | 1     | 4      | 4      |
| 7     | Glasgow City LFC     | 2 | 3    | 1     | 0     | 1     | 4      | 4      |
| 6     | St Francis FC        | 2 | 3    | 1     | 0     | 1     | 4      | 10     |
| 2     | Gintra Universitetas | 2 | 1    | 0     | 1     | 1     | 0      | 7      |

## 1/16 finału
Losowanie par odbyło się 19 sierpnia 2010 o godz. 14.00 w siedzibie UEFY w Nyonie. 16 najwyżej notowanych klubów zostało rozstawionych, ponadto ustalono iż rozstawione drużyny pierwszy mecz zagrają na wyjeździe. Przy okazji rozlosowano również, kto na kogo trafi w 1/8 finału. Pierwsze mecze rozegrano w dniach 22–23 września (z wyjątkiem spotkania pomiędzy Sint-Truidense VV, a Spartą Praga, które odbyło się 29 września), a rewanże w dniach 13–14 października.
| 22 września 2010 | Zwiazda-BDU Mińsk | 1:2   | Røa IL                    |                                                            |
| 16:00 EET        | Barkovskaya 45+1' | (1:1) | Thorsnes 13' · Stange 78' | Dynama-Juni, Mińsk Widzów: 1100 Sędzia: Gordana Kuzmanović |

| 13 października 2010 | Røa IL | 0:0   | Zwiazda-BDU Mińsk |                                                        |
| 15:00 CET            |        | (0:0) |                   | Røa Kunstgress, Oslo Widzów: 100 Sędzia: Lilach Asulin |

- Awans: Røa IL (2:1 w dwumeczu)

| 22 września 2010 | ŽFK Mašinac PZP Nisz | 1:3   | Arsenal Ladies                         |                                                          |
| 15:30 CET        | Radojičić 62'        | (0:1) | Yankey 12' · Flaherty 86' · Carter 88' | Stadion Mašinac, Nisz Widzów: 3122 Sędzia: Betina Norman |

| 14 października 2010 | Arsenal Ladies | 9:0   | ŽFK Mašinac PZP Nisz |                                                             |
| 14:00 WET            | Yankey 19' · White 23' · Little 26', 42' · Davison 52' · Nobbs 55' · Sampanidis 79' (sam.) · Carter 85' · Ludlow 90+2' | (4:0) | Kostić 67', 72'      | Meadow Park, Borehamwood Widzów: 325 Sędzia: Marina Mamaeva |

- Awans: Arsenal Ladies (12:1 w dwumeczu)

| 22 września 2010 | Apollon Limassol | 1:2   | Zwiezda-2005 Perm                         |                                                             |
| 16:45 EET        | Rus 27'          | (1:0) | Ruiz 48' · Kurochkina 68' · Moran 76' (k) | Stadion Tsirion, Limassol Widzów: 560 Sędzia: Jana Adámková |

| 13 października 2010 | Zwiezda-2005 Perm           | 2:1   | Apollon Limassol |                                                            |
| 19:00 YEKT           | Kurochkina 53' · Dyatel 60' | (0:0) | Kostova 71'      | Stadion Zwiezda, Perm Widzów: 1000 Sędzia: Kirsi Heikkinen |

- Awans: Zwiezda-2005 Perm (4:2 w dwumeczu)

| 22 września 2010 | RTP Unia Racibórz | 1:2   | Brøndby IF                |                                                               |
| 16:00 CET        | Winczo 37'        | (1:0) | Andersen 54' · Larsen 66' | Stadion OSiR-u, Racibórz Widzów: 3000 Sędzia: Katalin Kulcsár |

| 13 października 2010 | Brøndby IF | 0:1   | RTP Unia Racibórz |                                                               |
| 19:30 CET            |            | (0:1) | Stobba 7'         | Brøndby Stadion, Brøndby Widzów: 643 Sędzia: Esther Azzopardi |

- Awans: Brøndby IF (2:2 w dwumeczu, awans dzięki większej ilości bramek zdobytych na wyjeździe)

| 22 września 2010 | Łehenda-SzWSM Czernihów | 1:3   | Rossijanka Krasnoarmiejsk         |                                                                                     |
| 18:00 EET        | Melkonyants 32'         | (1:0) | Petrova 49', 80' · Skotnikova 81' | Stadion im. Jurija Gagarina, Czernihów Widzów: 1050 Sędzia: Carina Susanna Vitulano |

| 14 października 2010 | Rossijanka Krasnoarmiejsk                       | 4:0   | Łehenda-SzWSM Czernihów |                                                                        |
| 15:00 MSK            | Nyandeni 4', 33' · Mokshanova 38' · Slonova 80' | (3:0) |                         | Stadion Rossijanka, Krasnoarmiejsk Widzów: 350 Sędzia: Floarea Ionescu |

- Awans: Rossijanka Krasnoarmiejsk (7:1 w dwumeczu)

| 22 września 2010 | ŽNK Krka Novo mesto | 0:7   | Linköpings FC                                                                                     |                                                             |
| 17:30 CET        |                     | (0:5) | Sällström 6' · Asllani 10', 35' · Fors 22' (k) · Ikidi 33' · M. Karlsson 68' · M. J. Karlsson 73' | Stadion Matije Gubca, Krško Widzów: 200 Sędzia: Petra Chuda |

| 14 października 2010 | Linköpings FC                                                         | 5:0   | ŽNK Krka Novo mesto |                                                               |
| 17:30 CET            | Sällström 13' · Brännström 60' · M. J. Karlsson 70' · Fors 84', 90+4' | (1:0) |                     | Folkungavallen, Linköping Widzów: 229 Sędzia: Kateryna Monzul |

- Awans: Linköpings FC (12:0 w dwumeczu)

| 22 września 2010 | PAOK Saloniki   | 1:0   | SV Neulengbach |                                                                  |
| 19:00 EET        | Panteliadou 27' | (1:0) |                | Stadion Toumba, Saloniki Widzów: 350 Sędzia: Ann-Helen Østervold |

| 13 października 2010 | SV Neulengbach                                      | 3:0   | PAOK Saloniki |                                                                |
| 19:30 CET            | Burger 11', 19', 43' · Novotny 49' · Tasch 72', 76' | (3:0) |               | Wienerwaldstadion, Neulengbach Widzów: 950 Sędzia: Morag Pirie |

- Awans: SV Neulengbach (3:1 w dwumeczu)

| 22 września 2010 | Åland United | 0:9   | 1. FFC Turbine Poczdam                                                                                 |                                                                             |
| 19:00 EET        |              | (0:4) | Bajramaj 5' · Mittag 17', 72', 90+3' · Schmidt 34' · Nagasato 35' · Kemme 58' · Peter 70' · Demann 79' | Wiklöf Holding Arena, Maarianhamina Widzów: 1553 Sędzia: Cristina Dorcioman |

| 13 października 2010 | 1. FFC Turbine Poczdam                                                       | 6:0   | Åland United |                                                                      |
| 16:00 CET            | Bajramaj 1' · Wesely 4' · Kessler 30' · Mittag 40' · Schmidt 59' · Peter 68' | (4:0) |              | Karl-Liebknecht-Stadion, Poczdam Widzów: 1450 Sędzia: Efthalia Mitsi |

- Awans: 1. FFC Turbine Poczdam (15:0 w dwumeczu)

| 22 września 2010 | AZ Alkmaar               | 1:2   | Olympique Lyon             |                                                              |
| 19:00 CET        | van den Heiligenberg 72' | (0:0) | Le Sommer 53' · Renard 67' | DSB Stadion, Alkmaar Widzów: 1100 Sędzia: Sandra Braz Bastos |

| 14 października 2010 | Olympique Lyon                                                                                          | 8:0   | AZ Alkmaar  |                                                         |
| 17:00 CET            | Schelin 10', 23', 33' · Renard 27' · Thomis 40' · Dickenmann 65' · Cruz Trana 69' · Le Sommer 90+1' (k) | (5:0) | Dolstra 89' | Stade Gerland, Lyon Widzów: 2010 Sędzia: Esther Staubli |

- Awans: Olympique Lyon (10:1 w dwumeczu)

| 22 września 2010 | Fortuna Hjørring                                                                  | 8:0   | ASD CF Bardolino |                                                                 |
| 19:00 CET        | Bukh 4' · Paaske-Sørensen 7', 64', 69', 88', 90+2' · J. Jensen 39' · Mogensen 67' | (3:0) |                  | Hjørring Stadion, Hjørring Widzów: 1791 Sędzia: Claudine Brohet |

| 13 października 2010 | ASD CF Bardolino | 1:6   | Fortuna Hjørring                                                    |                                                                     |
| 20:00 CET            | Girelli 17'      | (1:2) | Igbo 4' · Paaske-Sørensen 18', 76' · Mogensen 52' · Munk 72', 90+3' | Stadio Marcantonio Bentegodi, Werona Widzów: 187 Sędzia: Amy Rayner |

- Awans: Fortuna Hjørring (14:1 w dwumeczu)

| 22 września 2010 | FC Zürich Frauen           | 2:3   | Sassari Torres CF                |                                                                            |
| 19:45 CET        | Kiwic 2' (k) · Zumbühl 36' | (2:2) | Camporese 24', 51' · Fuselli 38' | Stadion Schützenwiese, Winterthur Widzów: 1500 Sędzia: Alexandra Ihringova |

| 13 października 2010 | Sassari Torres CF                                   | 4:1   | FC Zürich Frauen  |                                                                        |
| 15:00 CET            | Fuselli 16' · Camporese 26', 29' · Domenichetti 55' | (3:0) | Brandenberger 84' | Stadio Vanni Sanna, Sassari Widzów: 480 Sędzia: Gyöngyi Krisztina Gaál |

- Awans: Sassari Torres CF (7:3 w dwumeczu)

| 23 września 2010 | CSHVSM | 0:5   | FCR 2001 Duisburg                       |                                                                    |
| 18:00 BTT        |        | (0:3) | Grings 19', 28', 48', 88' · Laudehr 34' | Stadion Szachtior, Karaganda Widzów: 1200 Sędzia: Aneliya Sinabova |

| 13 października 2010 | FCR 2001 Duisburg                                      | 6:0   | CSHVSM |                                                                |
| 15:00 CET            | Grings 45+1', 71', 75', 78' · Müller 50' · Laudehr 86' | (1:0) |        | PCC-Stadion, Duisburg Widzów: 1087 Sędzia: Silvia Tea Spinelli |

- Awans: FCR 2001 Duisburg (11:0 w dwumeczu)

| 23 września 2010 | MTK Hungária Budapeszt | 0:0   | Everton LFC |                                                                                   |
| 18:00 CET        |                        | (0:0) |             | Stadion Hidegkuti Nándor, Budapeszt Widzów: 2000 Sędzia: Aušra Tvarijonaitė-Kancė |

| 14 października 2010 | Everton LFC                                                             | 7:1   | MTK Hungária Budapeszt |                                                                         |
| 19:00 WET            | Dowie 9' · Chaplen 11', 73', 90+1' · Duggan 21', 67' · Gál 45+1' (sam.) | (4:0) | Papp 66'               | Halton Stadium, Widnes Widzów: 494 Sędzia: Yuliya Medvedeva-Keldyusheva |

- Awans: Everton LFC (7:1 w dwumeczu)

| 23 września 2010 | Breiðablik Kópavogur | 0:3   | FCF Juvisy                               |                                                           |
| 16:00 UTC+0      |                      | (0:1) | Soubeyrand 7' · Thiney 72' · Tonazzi 78' | Kópavogsvöllur, Kópavogur Widzów: 250 Sędzia: Anja Kunick |

| 14 października 2010 | FCF Juvisy                                           | 6:0   | Breiðablik Kópavogur |                                                                               |
| 19:30 CET            | Coquet 33', 56' · Machart 59', 73', 86' · Thiney 61' | (1:0) |                      | Stade Robert-Bobin, Bondoufle Widzów: 1224 Sędzia: Christina Westrum Pedersen |

- Awans: FCF Juvisy (9:0 w dwumeczu)

| 23 września 2010 | Rayo Vallecano Madryt                           | 3:0   | Valur Reykjavík |                                                               |
| 20:00 CET        | Natalia 4' · Adriana 36' · Jennifer Hermoso 59' | (2:0) |                 | Estadio Teresa Rivero, Madryt Widzów: 2310 Sędzia: Rhona Daly |

| 13 października 2010 | Valur Reykjavík                          | 1:1   | Rayo Vallecano Madryt |                                                                   |
| 15:30 UTC+0          | Einarsdottir 59', 82' · Galán 88' (sam.) | (0:0) | Adriana 57'           | Vodafonevöllur, Reykjavík Widzów: 183 Sędzia: Natalia Avdonchenko |

- Awans: Rayo Vallecano Madryt (4:1 w dwumeczu)

| 29 września 2010 | Sint-Truidense VV | 0:3   | Sparta Praga                              |                                                                     |
| 20:00 CET        |                   | (0:1) | Martínková 5' · Kožárová 67' · Čulová 85' | Staaienveld, Sint-Truiden Widzów: 215 Sędzia: Karolina Radzik-Johan |

| 14 października 2010 | Sparta Praga                                                                                  | 7:0   | Sint-Truidense VV |                                                                |
| 15:30 CET            | L. Martínková 27', 38' · Pivoňková 36' · Ondrušová 52', 85' · Došková 70' · I. Martínková 76' | (3:0) |                   | Stadion Na Plynárně, Praga Widzów: 300 Sędzia: Jenny Palmqvist |

- Awans: Sparta Praga (10:0 w dwumeczu)

## 1/8 finału
Pierwsze mecze 1/8 finału rozegrano w dniach 3–4 listopada, a rewanże 10–11 listopada. Do gier przystąpiono bez losowania, gdyż pary ustalono już przy poprzedniej ceremonii.
| 3 listopada 2010 | Linköpings FC               | 2:0   | Sparta Praga |                                                                   |
| 13:00 CET        | Rohlin 54' · Samuelsson 81' | (0:0) |              | Folkungavallen, Linköping Widzów: 354 Sędzia: Natalia Avdonchenko |

| 10 listopada 2010 | Sparta Praga | 0:1   | Linköpings FC |                                                                |
| 14:00 CET         |              | (0:0) | Asllani 62'   | Stadion Na Plynárně, Praga Widzów: 330 Sędzia: Kirsi Heikkinen |

- Awans: Linköpings FC (3:0 w dwumeczu)

| 3 listopada 2010 | 1. FFC Turbine Poczdam                                                         | 7:0   | SV Neulengbach   |                                                                       |
| 14:00 CET        | Kessler 7' · Mittag 28', 77' · Zietz 58', 90+2' · Odebrecht 63' · Nagasato 65' | (2:0) | Bíróová 48', 88' | Karl-Liebknecht-Stadion, Poczdam Widzów: 1200 Sędzia: Claudine Brohet |

| 10 listopada 2010 | SV Neulengbach | 0:9   | 1. FFC Turbine Poczdam                                                                                |                                                                    |
| 19:00 CET         |                | (0:4) | Wesely 13' · Bajramaj 22', 25' · Zietz 45+2' (k) · Nagasato 53', 71', 82' · Mittag 75' · Bagehorn 87' | Wienerwaldstadion, Neulengbach Widzów: 1100 Sędzia: Esther Staubli |

- Awans: 1. FFC Turbine Poczdam (16:0 w dwumeczu)

| 3 listopada 2010 | FCR 2001 Duisburg                                     | 4:2   | Fortuna Hjørring          |                                                         |
| 14:30 CET        | Knaak 45' · Wensing 45+2' · Grings 56' · Islacker 82' | (2:1) | Jensen 16' · Petersen 54' | PCC-Stadion, Duisburg Widzów: 1075 Sędzia: Tanja Schett |

| 10 listopada 2010 | Fortuna Hjørring | 0:3   | FCR 2001 Duisburg                |                                                                           |
| 17:00 CET         |                  | (0:1) | Weichelt 32', 47' · Islacker 89' | Hjørring Stadion, Hjørring Widzów: 722 Sędzia: Christina Westrum Pedersen |

- Awans: FCR 2001 Duisburg (7:2 w dwumeczu)

| 3 listopada 2010 | Røa IL       | 1:1   | Zwiezda-2005 Perm |                                                          |
| 14:30 CET        | Thorsnes 87' | (0:0) | Khodyreva 90+4'   | Røa Kunstgress, Oslo Widzów: 100 Sędzia: Katalin Kulcsár |

| 10 listopada 2010 | Zwiezda-2005 Perm                                          | 4:0   | Røa IL |                                                            |
| 19:00 YEKT        | Dyatel 24' · Ruiz 70' · Apanaschenko 82' · Dyachkova 90+1' | (1:0) |        | Stadion Zwiezda, Perm Widzów: 1300 Sędzia: Jenny Palmqvist |

- Awans: Zwiezda-2005 Perm (5:1 w dwumeczu)

| 3 listopada 2010 | Brøndby IF | 1:4   | Everton LFC                                      |                                                               |
| 18:30 CET        | Larsen 3'  | (1:0) | Williams 56' (k) · Duggan 79' · Chaplen 81', 86' | Brøndby Stadion, Brøndby Widzów: 1220 Sędzia: Kateryna Monzul |

| 11 listopada 2010 | Everton LFC | 1:1   | Brøndby IF      |                                                                   |
| 19:00 WET         | Scott 71'   | (0:1) | Troelsgaard 11' | Halton Stadium, Widnes Widzów: 500 Sędzia: Gyöngyi Krisztina Gaál |

- Awans: Everton LFC (5:2 w dwumeczu)

| 4 listopada 2010 | Sassari Torres CF | 1:2   | FCF Juvisy               |                                                                     |
| 12:00 CET        | Pintus 74'        | (0:1) | Tonazzi 45' · Coquet 73' | Stadio Vanni Sanna, Sassari Widzów: 3000 Sędzia: Cristina Dorcioman |

| 10 listopada 2010 | FCF Juvisy       | 2:2 (pd.)  | Sassari Torres CF          |                                                                  |
| 19:30 CET         | Tonazzi 12', 92' | (1:0, 1:2) | Iannella 60' · Fuselli 80' | Stade Robert-Bobin, Bondoufle Widzów: 853 Sędzia: Dagmar Damková |

- Awans: FCF Juvisy (4:3 w dwumeczu)

| 4 listopada 2010 | Rossijanka Krasnoarmiejsk | 1:6   | Olympique Lyon                                     |                                                                        |
| 14:15 MSK        | Oghiabeva 53'             | (0:3) | Schelin 11', 30', 72', 79' · Abily 18' · Nécib 81' | Stadion Rossijanka, Krasnoarmiejsk Widzów: 1000 Sędzia: Efthalia Mitsi |

| 10 listopada 2010 | Olympique Lyon                                                                            | 5:0   | Rossijanka Krasnoarmiejsk |                                                              |
| 16:00 CET         | Le Sommer 22' (k) · Kozhnikova 50' (sam.) · Bompastor 53' · Dickenmann 67' · Brétigny 89' | (1:0) |                           | Stade Gerland, Lyon Widzów: 2013 Sędzia: Alexandra Ihringova |

- Awans: Olympique Lyon (11:1 w dwumeczu)

| 4 listopada 2010 | Rayo Vallecano Madryt  | 2:0   | Arsenal Ladies |                                                                        |
| 20:00 CET        | Natalia 1' · Sonia 74' | (0:0) |                | Estadio Teresa Rivero, Madryt Widzów: 4856 Sędzia: Silvia Tea Spinelli |

| 11 listopada 2010 | Arsenal Ladies                                                       | 4:1   | Rayo Vallecano Madryt |                                                                |
| 13:00 WET         | Yankey 11' · Fleeting 61' · Grant 68' · Flaherty 82' · Beattie 90+1' | (1:0) | Adriana 78'           | Meadow Park, Borehamwood Widzów: 248 Sędzia: Bibiana Steinhaus |

- Awans: Arsenal Ladies (4:3 w dwumeczu)

## Ćwierćfinały
Losowanie par ćwierćfinałowych odbyło się 19 listopada 2010 w Nyonie. Żadna z drużyn nie była rozstawiona. Przy okazji losowania ustalono również pary półfinałowe. Pierwsze spotkania rozegrane zostały w dniach 16–17 marca, a rewanże 23 marca.
| 16 marca 2011 | FCF Juvisy | 0:3   | 1. FFC Turbine Poczdam                            |                                                                    |
| 19:00 CET     |            | (0:2) | Schmidt 8' · Bajramaj 28' · Soubeyrand 65' (sam.) | Stade Robert-Bobin, Bondoufle Widzów: 1500 Sędzia: Kateryna Monzul |

| 23 marca 2011 | 1. FFC Turbine Poczdam                                                   | 6:2   | FCF Juvisy                                   |                                                                           |
| 19:00 CET     | I. Kerschowski 18', 75' · Nagasato 31', 33' · Schmidt 45+1' · Mittag 62' | (4:1) | Tonazzi 37' · Thiney 52' · Guilbert 35', 63' | Karl-Liebknecht-Stadion, Poczdam Widzów: 2350 Sędzia: Alexandra Ihringova |

- Awans: 1. FFC Turbine Poczdam (9:2 w dwumeczu)

| 17 marca 2011 | Zwiezda-2005 Perm | 0:0   | Olympique Lyon |                                                                |
| 19:00 YEKT    |                   | (0:0) |                | Stadion Zwiezda, Perm Widzów: 2000 Sędzia: Silvia Tea Spinelli |

| 23 marca 2011 | Olympique Lyon | 1:0   | Zwiezda-2005 Perm |                                                            |
| 19:00 CET     | Dickenmann 60' | (0:0) | Pekur 13', 77'    | Stade Gerland, Lyon Widzów: 9000 Sędzia: Bibiana Steinhaus |

- Awans: Olympique Lyon (1:0 w dwumeczu)

| 17 marca 2011 | Arsenal Ladies | 1:1   | Linköpings FC |                                                                 |
| 14:30 WET     | White 66'      | (0:1) | Sällström 16' | Meadow Park, Borehamwood Widzów: 286 Sędzia: Cristina Dorcioman |

| 23 marca 2011 | Linköpings FC               | 2:2   | Arsenal Ladies           |                                                              |
| 19:00 CET     | Sällström 17' · Asllani 57' | (1:1) | Yankey 40' · Chapman 80' | Kopparvallen, Åtvidaberg Widzów: 1921 Sędzia: Esther Staubli |

- Awans: Arsenal Ladies (3:3 w dwumeczu, awans dzięki większej ilości bramek zdobytych na wyjeździe)

| 17 marca 2011 | Everton LFC | 1:3   | FCR 2001 Duisburg        |                                                           |
| 19:00 WET     | Dowie 60'   | (0:0) | Ando 52' · Popp 59', 65' | Halton Stadium, Widnes Widzów: 704 Sędzia: Dagmar Damková |

| 23 marca 2011 | FCR 2001 Duisburg            | 2:1   | Everton LFC   |                                                            |
| 15:00 CET     | Laudehr 22' · Grings 79' (k) | (1:0) | Harries 90+3' | PCC-Stadion, Duisburg Widzów: 1620 Sędzia: Jenny Palmqvist |

- Awans: FCR 2001 Duisburg (5:2 w dwumeczu)

## Półfinały
Pary półfinałowe zostały rozlosowane przy okazji losowania ćwierćfinałów. Pierwsze spotkania półfinałowe odbyły się 9 kwietnia, a rewanże zaplanowano na 16–17 kwietnia.
| 9 kwietnia 2011 | FCR 2001 Duisburg      | 2:2   | 1. FFC Turbine Poczdam         |                                                               |
| 15:25 CET       | Grings 32' · Oster 42' | (2:2) | Kerschowski 16' · Nagasato 35' | PCC-Stadion, Duisburg Widzów: 3260 Sędzia: Cristina Dorcioman |

| 17 kwietnia 2011 | 1. FFC Turbine Poczdam | 1:0   | FCR 2001 Duisburg |                                                                       |
| 14:15 CET        | Nagasato 40'           | (1:0) |                   | Karl-Liebknecht-Stadion, Poczdam Widzów: 4600 Sędzia: Kirsi Heikkinen |

- Awans: 1. FFC Turbine Poczdam (3:2 w dwumeczu)

| 9 kwietnia 2011 | Olympique Lyon  | 2:0   | Arsenal Ladies |                                                                  |
| 18:00 CET       | Schelin 2', 11' | (2:0) |                | Stade Gerland, Lyon Widzów: 20123 Sędzia: Gyöngyi Krisztina Gaál |

| 16 kwietnia 2011 | Arsenal Ladies           | 2:3   | Olympique Lyon                        |                                                                         |
| 15:00 WET        | Fleeting 68' · White 85' | (0:3) | Le Sommer 16', 34' · Dickenmann 45+1' | Meadow Park, Borehamwood Widzów: 507 Sędzia: Christina Westrum Pedersen |

- Awans: Olympique Lyon (5:2 w dwumeczu)

## Finał
Finał rozgrywek odbył się 26 maja w Londynie, na stadionie Craven Cottage.
| 26 maja 2011 20:00 WET | Olympique Lyon · Renard 27' · Dickenmann 85' | 2 – 0(1 – 0) | 1. FFC Turbine Poczdam | Craven Cottage, Londyn Widzów: 14303 Sędzia: Dagmar Damková |
|                        |                                              |              |                        |                                                             |